# کیت والر برت
کیت والر برت (انگلیسی: Kate Waller Barrett؛ ۲۴ ژانویه ۱۸۵۷ – ۲۳ فوریهٔ ۱۹۲۵) پزشک، بشردوستی، رهبر حقوق اجتماعی اهل ویرجینیای ایالات متحده آمریکا بود. او بیشتر برای رهبری مأموریت ملی فلورنس کریتنتون شناخته می‌شود که آن را در ۱۸۹۵ با چارلز نلسون کریتنتون پایه‌گذاری کرد. از دیگر زمینه‌های فعالیت او می‌توان به حمایت از زنان منزوی‌شده از جامعه، زندانیان، افراد با سطح پایین تحصیل و فرصت اجتماعی، زنان بدون حق رأی و سربازان معلول جنگی بود.